# Lampides agnatinus
Lampides agnatinus är en fjärilsart som beskrevs av Courvoisier 1912. Lampides agnatinus ingår i släktet Lampides och familjen juvelvingar. Inga underarter finns listade i Catalogue of Life.